# Karol Weissberg
Karol Weissberg (ur. 5 lutego 1909 w Timisoarze,  zm. 2 października 1974 w Bytomiu) – polski hokeista, reprezentant Polski.
Zawodnik występujący na pozycji napastnika. Reprezentował barwy Pogoni Lwów (1926-1939), oraz po wojnie Polonii Bytom (1945-1946).
Wziął udział w turniejau o mistrzostwo świata (1930). zadebiutował w meczu przeciwko reprezentacji Japonii. W 1927 zdobył brązowy medal mistrzostw polski. W 1929 roku zdobył wicemistrzostwo Polski a w 1933 został mistrzem kraju. Po II wojnie światowej pracował w działe sportowym rozgłośni Polskiego Radia w Katowicach. W latach 1947–1972 był dziennikarzem katowickiego sportu. Pisał o hokeju na lodzie. Był członkiem Stowarzyszenia Dziennikarzy Polskich. Był odznaczony m in Krzyżem Kawalerskim Orderu Odrodzenia Polski, Srebrnym Krzyżem Zasługi i Złotą Odznaką Zasłużonego Działacza Kultury Fizycznej.